# Casino de Montreux
El Casino de Montreux  (en francés: Casino Barrière de Montreux) es un casino situado en Montreux, Suiza, en la orilla del lago léman. Ha servido como sede para el Festival de Jazz de Montreux y fue reconstruido después de un incendio en 1971, conmemorado en la canción Smoke on the Water de Deep Purple. Es una propiedad del Grupo Lucien Barrière. El casino fue construido en 1881 y tuvo modificaciones realizadas en 1903. A lo largo del siglo XX, el sitio recibió a muchas grandes orquestas sinfónicas y directores de renombre. A finales de la década de 1960, artistas  de jazz, blues y rock comenzaron a actuar allí.